# Cassia pilocarina
Cassia pilocarina är en ärtväxtart som beskrevs av Symon. Cassia pilocarina ingår i släktet Cassia och familjen ärtväxter. Inga underarter finns listade i Catalogue of Life.